# Mediolanum Capta Est
Mediolanum Capta Est es un álbum en vivo de la banda noruega de black metal, Mayhem. El título del álbum significa, en latín, Milán está tomada. 
Milán es la ciudad italiana en la que se grabó el disco.

## Lista de canciones
1. "Silvester Anfang" – 1:51
2. "Deathcrush" – 3:31
3. "Fall of Seraphs" – 6:34
4. "Carnage" – 4:42
5. "Necrolust" – 3:47
6. "Ancient Skin" – 5:42
7. "Freezing Moon" – 6:50
8. "Symbols of Bloodswords" – 4:52
9. "From the Dark Past" – 5:12
10. "Chainsaw Gutsfuck" – 5:16
11. "I Am Thy Labyrinth" – 6:14
12. "Pure Fucking Armageddon" – 1:01

## Créditos
- Maniac (Sven Erik Kristiansen) - Voz[1]
- Blasphemer (Rune Eriksen) - Guitarra
- Necrobutcher (Jørn Stubberud) - Bajo
- Hellhammer (Jan Axel Blomberg) - Batería
- Attila Csihar - Voz invitada en From the Dark Past